# Höhle von Movile
Die Höhle von Movile ist eine im Jahr 1986 von Cristian Lascu zufällig bei Bohrarbeiten entdeckte Höhle in Rumänien, in der Nähe von Mangalia, am Südufer des Mangaliasees, wenige Kilometer von der Schwarzmeerküste entfernt. Sie bildete sich vor ca. 5,5 Millionen Jahren und ist seit mindestens 500.000 Jahren von der Oberfläche abgeschnitten. Die Höhlenatmosphäre enthält viel Schwefel und kaum Sauerstoff. Die Höhlenwände der Karsthöhle bestehen aus Lehm, welcher von einer 25 Meter dicken Schicht Kalkstein umschlossen ist. Der einzige Zugang zur Höhle ist eine Wasserader aus 400 Meter Tiefe, die schwefelhaltig ist. Im Innern der Höhle besteht ein außergewöhnliches Ökosystem, das über 60 urzeitliche Tierarten aufweist, die sich im Laufe der Zeit stark spezialisierten und beispielsweise Augen oder Farbpigmente in der Haut völlig zurückgebildet haben. Mehr als 30 der gefundenen Spezies sind dort endemisch. Die Überlebensfähigkeit dieses Systems wird durch Schwefelbakterien gewährleistet, die auf dem Wasser einen gallertartigen Überzug bilden. Auf dieser Masse bilden sich Pilze, welche von den Lebewesen in der Höhle abgeweidet werden. Unklar ist bislang noch, wie sich die Tiere in der Höhle an die sauerstoffarme Atmosphäre angepasst haben.
Sie ist neben der Cueva de Villa Luz im Bundesstaat Tabasco in Mexiko die einzige bekannte Höhle, in der Schwefelbakterien die Grundlage des Ökosystems bilden.

## Chemie der Höhle
Die Luft in der Höhle unterscheidet sich stark von der Außenatmosphäre. Der Sauerstoffgehalt beträgt nur ein Drittel bis die Hälfte der Konzentration, die man in der Außenluft findet (7–10 % O2 in der Höhlenatmosphäre, verglichen mit 21 % O2 in der Außenluft), und etwa hundertmal mehr Kohlendioxid (2–3,5 % CO2 in der Höhlenatmosphäre, verglichen mit 0,04 % CO2 in der Außenluft). Sie enthält auch 1–2 % Methan (CH4) und sowohl die Luft als auch das Wasser der Höhle enthalten hohe Konzentrationen von Schwefelwasserstoff (H2S) und Ammoniak (NH3).

## Ökosystem der Höhle
Andrzej Falniowski und Kollegen hatten 1989 in der Höhle 69 verschiedene Spezies identifizieren können, 33 davon in der Höhle endemisch.
Unter den Tieren befanden sich Egel, Spinnen,
Pseudoskorpione,
ein zu den Riesenläufern gehörender Hundertfüßer,
Landasseln,
eine Skorpionswanze (Insekten)
und sogar eine Schnecke. Nepa anophthalma ist die einzige bekannte höhlenangepasste Skorpionswanze der Welt.
Nicht alle der Tiere leben seit Entstehen der Höhle dort. Eines der jüngsten gefundenen Tiere dort ist die einzige Schneckenart der Höhle, Heleobia dobrogica, die die Höhle seit etwas mehr als 2 Millionen Jahren bewohnt.